# Aristopeplus
Aristopeplus is een geslacht van wantsen uit de familie van de Miridae (Blindwantsen). Het geslacht werd voor het eerst wetenschappelijk beschreven door Bertil Robert Poppius in 1912.

## Soorten
Het genus bevat de volgende soorten:

- Aristopeplus divisum (Walker, 1873)
- Aristopeplus imperialis Poppius, 1912
- Aristopeplus regalis Poppius, 1912
- Aristopeplus rubronotus Carvalho & Wallerstein, 1977